# Elise Richter
Elise Richter (Viena, 2 de març de 1865 - camp de concentració de Theresienstadt, 21 de juny de 1943) fou una romanista austríaca i professora de la Universitat de Viena. Fou la tercera dona en obtenir un doctorat a Viena el 1901 i la primera dona en obtenir l'habilitació a la Universitat de Viena el 1905. El 1907 es convertí en la primera Privatdozentin d'Àustria i Alemanya.

## Vida i obra
Filla d'un metge (Maximilian Richter) Elise nasqué en el si d'una família jueva però no religiosa. S'educà junt amb la seva germana Helene, que es dedicaria a la literatura anglesa, a casa amb institutrius com es feia habitualment amb les noies de classe mitjana i alta. En aquell moment les dones no podien assistir a la Universitat i no va ser fins a 1890 que Elise Richter va començar a assistir com a oient amb permís dels professors a algunes classes. El 1896 es va permetre a les dones presentar-se als exàmens per accedir a la Universitat (Matura) com a alumnes lliures i Richter va ser de les primeres en aprofitar aquesta oportunitat i passà els exàmens el 1897 (ja amb més de 30 anys i un reumatisme que l'acompanyà tota la vida).
Tan bon punt la Universitat de Viena admeté dones, Richter s'hi matriculà i estudià amb dos romanistes importants: Adolf Mussafia i Wilhelm Meyer-Lübke, que es convertiria en el seu mestre directe tot i que amb prou feines els separaven 4 anys. Seguí el doctorat i l'habilitació en lingüística romànica. El 1907 es convertí en la primera Privatdozent de la universitat austríaca i el 1921 fou nomenada professora extraordinària (mai va arribar a ser professora ordinària). A partir de 1920 fou presidenta de la Verband der Akademikerinnen Österreichs (Associació de dones acadèmiques austríaca). De totes maneres, en les seves memòries declara que no es considera feminista.
Elise Richter publicà nombrosos articles, sobretot en el camp de la lingüística històrica romànica. I continuà ensenyant a la Universitat fins més enllà de l'edat normal de jubilació.
Amb l'annexió d'Àustria (1938) fou apartada de la Universitat. El 1940 acabà la seva autobiografia Summe des Lebens. Les germanes Helene i Elise, que vivien juntes, van refusar d'emigrar a Anglaterra, i l'octubre de 1942 foren deportades a Theresienstadt on Helene morí a principis de novembre i Elise el juny.

## Llegat

### Biblioteca Richter
La biblioteca de les germanes Richter, d'uns 3.000 volums, fou confiscada i portada a la Universitat de Colònia. Se n'ha trobat la correspondència i s'ha reconstruït el fons.

### Programa Elise Richter
El FWF Fonds zur Förderung der wissenschaftlichen Forschung (Fons per a la promoció científica austríac) ofereix el programa Elise Richter amb beques per a dones que vulguin seguir la carrera docent universitària.

### Premi Elise Richter
L'associació de romanistes alemanya (Deutsche Romanistenverband) instituí des de 1999 un premi que s'atorga a una tesi doctoral o d'habilitació amb el nom d'Elise Richter. El premi es dona en ocasió del Deutschen Romanistentag (jornades de romanística alemanya).

## Publicacions
- Zur Entwicklung der romanischen Wortstellung aus der lateinischen. Max Niemeyer Verlag, Halle (Saale) 1903 [Publicació de la tesi doctoral]
- Fremdwortkunde. Teubner, Leipzig 1919.
- Lautbildungskunde. Einführung in die Phonetik. Teubner, Leipzig / Berlin 1922.
- Wie wir sprechen. Sechs volkstümliche Vorträge. 2a edició. Teubner, Leipzig 1925.
- Die Entwicklung des neuesten Französischen. Velhagen & Klasing, Bielefeld / Leipzig 1933.
- Beiträge zur Geschichte der Romanismen I. Chronologische Phonetik des Französischen bis zum Ende des 8. Jahrhunderts. Niemeyer, Halle, Saale 1934.
- Kleinere Schriften zur allgemeinen und romanischen Sprachwissenschaft. Institut für Sprachwissenschaft der Universität Innsbruck, Innsbruck 1977 [recull d'articles, amb una introducció de Yakov Malkiel i una bibliografia de les obres d'Elise Richter per Benjamin Woodbridge]
- Summe des Lebens. WUV-Universitätsverlag, Wien 1997 (Autobiografia, a partir de la versió mecanografiada de 1940).